# إياد السامرائي
إياد السامرائي (ولد سنة 1946-)، مهندس وسياسي عراقي، كان رئيس مجلس النواب العراقي (2009-2010) ، وهو عضو سابق لعدة دورات في مجلس النواب العراقي. انضم إلى جماعة الإخوان المسلمين سنة 1962. ترأس الحزب الإسلامي العراقي عند اعادة تأسيسه في المهجر عام 1991 ، ثم أصبح نائب الأمين العام بعد عودته للعراق عام 2003 ، ثم أمينه العام، ويرأس الآن مجلس شورى الحزب منذ 2019 .

## سيرته
ولد أياد صالح مهدي السامرائي في عام 1946 ببغداد - الأعظمية في محلة النصّة قرب البريد القديم، وكان أبوه صالحٌ ملحقاً عسكرياً، وأكمل فيها دراسته الابتدائية والثانوية. ثم دخل كلية الهندسة في جامعة بغداد وتخرج فيها عام 1970م حاملا شهادة بكالوريوس في الهندسة الميكانيكية ، وانضم إلى صفوف العمل الإسلامي منذ عام 1962. 
عمل بعد تخرجه في مصلحة إسالة ماء بغداد طيلة عشر سنوات حتى عام 1980.
وخلال تلك الفترة اتصل السامرائي بالشباب وأنشأ العديد من التنظيمات الشبابية السياسية المعارضة والتي كانت سببًا فيما بعد لمغادرته العراق لأسباب أمنية قاهرة.
أنتقل بعدها إلى المملكة الأردنية الهاشمية ليعمل في شركة البوتاس العربية في الأردن لمدة ست سنوات. غادر الأردن عام 1986 للعمل في دولة الإمارات العربية وبقي فيها إلى عام 1995, ليتفرغ بعدها للعمل في النشاط السياسي والإسلامي. وانتقل إلى المملكة المتحدة عام 1995 حيث شغل هناك عددًا من المناصب القيادية في الحزب الإسلامي العراقي (تنظيم الخارج) في مقره بلندن حتى عام 2001 عندما انتخب أمينا عاما للحزب في الخارج. وقد مكث هناك حتى أحداث العراق وسقوط بغداد عام 2003.
عاد إلى العراق مباشرة بعد انتهاء العمليات العسكرية فيه. وعند عودته إلى العراق شغل منصب نائب الأمين العام للحزب الإسلامي العراقي. 
وفي 22 يوليو 2011 عقد الحزب مؤتمره العام السادس وانتخب إياد السامرائي أمينا عاما للحزب 
أصبح عضوا في مجلس النواب العراقي بعد فوزه بانتخابات كانون الأول/ديسمبر 2005 عن محافظة بغداد ضمن قائمة جبهة التوافق العراقية. ترأس اللجنة المالية في مجلس النواب العراقي. وهو عضو هيئة الرئاسة في لجنة التعديلات الدستورية. وترأس الكتلة النيابية لجبهة التوافق.
انتخب رئيسًا للبرلمان العراقي في 19 أبريل 2009، بعد أربعة أشهر من الخلاف حول تسمية من يخلف محمود المشهداني في رئاسة البرلمان، وقد حصل السامرائي على الأغلبية المطلقة بـ153 صوتاً، فيما حصل منافسه على 34 صوتاً. وامتنع 45 نائباً عن التصويت. 
تولّى في 26 أيلول/سبتمبر 2019 منصب رئيس مجلس شورى الحزب الاسلامي. 
متزوج وله ولدين وأربع بنات وستة أحفاد.

## وصلات خارجية
- صورته